# Louis de Béthune
Louis de Béthune, comte de Selles, comte puis marquis de Béthune et de Chabris, dit le « comte de Béthune », né peut-être en 1659, baptisé le 15 juin 1663 à Paris et mort le 10 novembre 1734 à Rochefort (Aunis), est un officier de marine et aristocrate français des XVIIe et XVIIIe siècles.

## Biographie

### Origines et famille
Issu de la Maison de Béthune, maison ducale et princière qui compte parmi les plus anciennes et illustres maisons de la noblesse de France et d'Europe. Filleul du roi Louis XIV, il est le fils d'Henri-Philippe de Béthune (1632-1690 ; fils d'Hippolyte et petit-fils de Philippe), comte de Selles et de sa femme, Marie Anne Dauvet des Marests (ou des Marais).

### Carrière militaire
Il entre jeune dans la Marine royale. Enseigne de vaisseau en 1680 à l'âge de 17 ans ; il est promu lieutenant de vaisseau en 1684. En 1682, son oncle François-Annibal (v. 1642-19 octobre 1732), petit-neveu de Sully, est promu chef d'escadre de Guyenne, en remplacement de Tourville, devenu lieutenant général des armées navales.
Il reçoit son brevet de capitaine de vaisseau à Toulon le 1er janvier 1689, au début de la guerre de la Ligue d'Augsbourg ; il est alors âgé de 26 ans. En 1690, à la mort de son père, il hérite de la seigneurie berrichonne et se fait désormais appeler « comte de Béthune ». Il sert à nouveau pendant la guerre de Succession d'Espagne. Lors de la bataille navale de Vélez-Málaga, le 24 août 1704, il commande le vaisseau Le Vermandois, 60 canons, dans le corps de bataille commandé par le comte de Toulouse, Amiral de France. Il obtient au mois de septembre 1705 une pension de 1 000 livres sur le budget la Marine, et est mis au mois de novembre 1705 sur la liste des capitaines de vaisseau à la haute paye. Il est promu au rang de chef d'escadre de Picardie lors de la promotion du 28 octobre 1720. Il est fait Commandeur de l'Ordre de Saint-Louis par expectative le 17 mars 1728, et promu lieutenant-général des Armées navales ad honores lors de la promotion du 10 mars 1734. 
Il meurt à Rochefort le 10 novembre 1734, âgé de 75 ans.

## Mariage et descendance
Il épouse le 31 mai 1708, Marie-Thérèse Pollet de la Combe (morte à Paris le 10 mai 1739), veuve de Pierre Le Moyne d'Iberville, capitaine de vaisseau, et Chevalier de Saint-Louis. De ce mariage naissent:
- en 1709 : Marie-Armande de Béthune, qui épouse en 1746 Jean Pâris de Monmartel marquis de Brunoy, le benjamin des frères Pâris
- en 1711 : Armand-Louis de Béthune, marquis de Béthune